# Daniel Tchuř
Daniel Tchuř (* 8. srpna 1976, Ostrava) je český fotbalový záložník a bývalý mládežnický reprezentant.

## Klubová kariéra
Je odchovancem Vítkovic, v závěru podzimu 2000 odešel do pražské Slavie, kde se příliš neprosadil. V sezoně 2001/02 hostoval v Mladé Boleslavi. Následně hostoval rok v maďarském týmu Újpest FC. V roce 2004 přestoupil do slovenského klubu FC Artmedia Bratislava. Za úspěch považuje sezónu 2004/05 v Artmedii, kdy s ní získal titul mistra Slovenska a následný postup do Ligy mistrů a zápasy v ní. V létě 2007 přestoupil do Baníku Ostrava, v roce 2010 do MFK Karviná. Od sezóny 2011/2012 rozdává fotbalovou radost v nižších soutěžích v dresu SK Bohuslavice, nejprve v 1.A třídě, posléze v 1.B třídě. 

## Reprezentační kariéra
Tchuř reprezentoval Českou republiku v mládežnických týmech U17 a U18.